# Psychotria capitata
Psychotria capitata är en måreväxtart som beskrevs av Hipólito Ruiz López och Pav.. Psychotria capitata ingår i släktet Psychotria och familjen måreväxter.

## Underarter
Arten delas in i följande underarter:
- P. c. capitata
- P. c. inundata